# Lutas nos Jogos Olímpicos de Verão de 2024 - Greco-romana até 97 kg masculino
A categoria greco-romana até 97 kg masculino das lutas nos Jogos Olímpicos de Verão de 2024 foi realizada no Grand Palais Éphémère em Paris, França, em 6 e 7 de agosto de 2024. Um total de 16 lutadores, cada um representando um Comitê Olímpico Nacional (CON), participaram do evento.

## Qualificação
Dezesseis vagas de cota estavam disponíveis, com cada CON restrito a no máximo uma vaga. Foram atribuídas cinco vagas no Campeonato Mundial de Luta de 2023, entre 16 e 24 de setembro em Belgrado, na Sérvia. Os finalistas de cada categoria nos quatro torneios de qualificação continentais (Ásia, Europa, Américas e o combinado África e Oceania) também receberam vagas de cota. O restante das vagas foi alocado no Torneio de Qualificação Olímpica de 2024, oferecendo um mínimo de três cotas.

## Calendário
Horário local (UTC+2)
| Data                | Horário | Fase                |
| ------------------- | ------- | ------------------- |
| 6 de agosto de 2024 | 11:00   | Fases eliminatórias |
| 6 de agosto de 2024 | 18:15   | Semifinais          |
| 7 de agosto de 2024 | 11:00   | Repescagem          |
| 7 de agosto de 2024 | 18:15   | Finais              |

## Medalhistas
| Ouro   | IRI Mohammad Hadi Saravi                  |
| Prata  | ARM Artur Aleksanyan                      |
| Bronze | CUB Gabriel Rosillo KGZ Uzur Dzhuzupbekov |

## Resultados
A competição foi realizada em dois dias até a definição dos medalhistas:
Legenda
- F — Vitória por queda.
- R — Retirado

### Chave principal
|  | Oitavas de final          | Oitavas de final          | Oitavas de final |  |  | Quartas de final          | Quartas de final          | Quartas de final         |   |                          | Semifinais               | Semifinais           | Semifinais |  |  | Final | Final | Final |
|  |                           |                           |                  |  |  |                           |                           |                          |   |                          |                          |                      |            |  |  |       |       |       |
|  | ARM Artur Aleksanyan      | ARM Artur Aleksanyan      | 9                |  |  |                           |                           |                          |   |                          |                          |                      |            |  |  |       |       |       |
|  | KOR Kim Seung-jun         | KOR Kim Seung-jun         | 0                |  |  | ARM Artur Aleksanyan      | ARM Artur Aleksanyan      | 9                        |   |                          |                          |                      |            |  |  |       |       |       |
|  | UZB Rustam Assakalov      | UZB Rustam Assakalov      | 5                |  |  | UZB Rustam Assakalov      | UZB Rustam Assakalov      | 5                        |   |                          |                          |                      |            |  |  |       |       |       |
|  | HON Kevin Mejía           | HON Kevin Mejía           | 3                |  |  |                           |                           |                          |   | ARM Artur Aleksanyan     | ARM Artur Aleksanyan     | 5                    |            |  |  |       |       |       |
|  | FIN Arvi Savolainen       | FIN Arvi Savolainen       | 4                |  |  |                           | CUB Gabriel Rosillo       | CUB Gabriel Rosillo      | 3 |                          |                          |                      |            |  |  |       |       |       |
|  | ALG Fadi Rouabah          | ALG Fadi Rouabah          | 0                |  |  | FIN Arvi Savolainen       | FIN Arvi Savolainen       | 2                        |   |                          |                          |                      |            |  |  |       |       |       |
|  | GER Lucas Lazogianis      | GER Lucas Lazogianis      | 5                |  |  | CUB Gabriel Rosillo       | CUB Gabriel Rosillo       | 5                        |   |                          |                          |                      |            |  |  |       |       |       |
|  | CUB Gabriel Rosillo       | CUB Gabriel Rosillo       | 7                |  |  |                           |                           |                          |   |                          | ARM Artur Aleksanyan     | ARM Artur Aleksanyan | 1          |  |  |       |       |       |
|  | IRI Mohammad Hadi Saravi  | IRI Mohammad Hadi Saravi  | 10               |  |  |                           | IRI Mohammad Hadi Saravi  | IRI Mohammad Hadi Saravi | 4 |                          |                          |                      |            |  |  |       |       |       |
|  | USA Joe Rau               | USA Joe Rau               | 1                |  |  | IRI Mohammad Hadi Saravi  | IRI Mohammad Hadi Saravi  | 8                        |   |                          |                          |                      |            |  |  |       |       |       |
|  | KGZ Uzur Dzhuzupbekov     | KGZ Uzur Dzhuzupbekov     | 5                |  |  | KGZ Uzur Dzhuzupbekov     | KGZ Uzur Dzhuzupbekov     | 0                        |   |                          |                          |                      |            |  |  |       |       |       |
|  | LTU Mindaugas Venckaitis  | LTU Mindaugas Venckaitis  | 1                |  |  |                           |                           |                          |   | IRI Mohammad Hadi Saravi | IRI Mohammad Hadi Saravi | 6                    |            |  |  |       |       |       |
|  | SRB Mikheil Kajaia        | SRB Mikheil Kajaia        | 1                |  |  |                           | EGY Mohamed Gabr          | EGY Mohamed Gabr         | 0 |                          |                          |                      |            |  |  |       |       |       |
|  | EGY Mohamed Gabr          | EGY Mohamed Gabr          | 6                |  |  | EGY Mohamed Gabr          | EGY Mohamed Gabr          | 4                        |   |                          |                          |                      |            |  |  |       |       |       |
|  | GEO Robert Kobliashvili   | GEO Robert Kobliashvili   | 1                |  |  | AIN Abubakar Khaslakhanau | AIN Abubakar Khaslakhanau | 1                        |   |                          |                          |                      |            |  |  |       |       |       |
|  | AIN Abubakar Khaslakhanau | AIN Abubakar Khaslakhanau | 9                |  |  |                           |                           |                          |   |                          |                          |                      |            |  |  |       |       |       |

### Repescagem
|  | Repescagem            | Repescagem            | Repescagem |  | Disputa pelo bronze   | Disputa pelo bronze   | Disputa pelo bronze |  |  |  |  |
|  |                       |                       |            |  |                       |                       |                     |  |  |  |  |
|  | KOR Kim Seung-jun     | KOR Kim Seung-jun     | 2          |  | UZB Rustam Assakalov  | UZB Rustam Assakalov  | 0R                  |  |  |  |  |
|  | UZB Rustam Assakalov  | UZB Rustam Assakalov  | 8          |  | CUB Gabriel Rosillo   | CUB Gabriel Rosillo   | 2                   |  |  |  |  |
|  |                       |                       |            |  |                       |                       |                     |  |  |  |  |
|  | USA Joe Rau           | USA Joe Rau           | 4          |  | KGZ Uzur Dzhuzupbekov | KGZ Uzur Dzhuzupbekov | 2                   |  |  |  |  |
|  | KGZ Uzur Dzhuzupbekov | KGZ Uzur Dzhuzupbekov | 9          |  | EGY Mohamed Gabr      | EGY Mohamed Gabr      | 1                   |  |  |  |  |